# 特蘭奎爾湖
特蘭奎爾湖（英語：Tranquil Lake），是南極洲的湖泊，位於南奧克尼群島的西格尼島，處於阿莫斯湖和斯諾山之間，在1981年由英國南極名稱諮詢委員命名，現時由南極條約體系管理。